# Der Tod des Autors (Roland Barthes)
Der Tod des Autors (La mort de l’auteur) ist ein literaturtheoretischer Aufsatz des französischen Poststrukturalisten und Semiotikers Roland Barthes. Erstmals veröffentlicht wurde eine englische Übersetzung 1967 im Aspen Magazine, die Veröffentlichung des französischen Originals folgte 1968 in der Zeitschrift Manteia.
Die Kernthese des Aufsatzes ist, dass der Autor für die Literatur eine weitaus geringere Bedeutung hat als bisher postuliert (nämlich gar keine), und dass Sinn ganz allein vom Leser erzeugt werden kann. Mit „Tod des Autors“ brachte Barthes die Vorstellung zum Ausdruck, „dass Lesen bis zu einem gewissen Grad auch das Schreiben oder sogar Neuschreiben eines Textes erforderlich macht“. Barthes’ Text ist grundlegend für die These vom Tod des Autors, die die folgenden Jahrzehnte einen prägenden Eindruck in der Literaturwissenschaft hinterließ.

## Inhalt
Barthes kritisiert den traditionellen Biographismus, bei dem die Interpretation eines Textes immer auf die Person zentriert ist, die ihn verfasst hat. Für Barthes ist Schreiben der Raum, wo das Subjekt verschwindet, das fotografische Negativ, wo jede Identität verloren ist, und das beginnt mit der Identität desjenigen, der schreibt.
Barthes entwickelt dabei eine kurze historische Skizze des Schreibens und der Autorschaft, um diese Transformation darzustellen. In den ursprünglichen Gesellschaften war Schreiben für das bekannt, was es ist. In der Moderne entwickelte sich die tyrannische Figur des Autors, und erst langsam begann eine Rückkehr zum ursprünglichen Schreiben durch die Dekonstruktion des Autors.
Barthes zeichnet diese Dekonstruktion des Autors nach, indem er mehrere Versuche kennzeichnet, die Emanzipation des Schreibens vom Autor zu erreichen. Bereits Mallarmé schrieb, dass nicht der Autor, sondern die Sprache spricht.  Valéry nannte den Rückgriff auf das Innere des Autors Aberglaube. Proust verwischte die Autor-Figuren-Relationen und nannte den Erzähler denjenigen, der schreiben wird. Im Surrealismus schließlich enttäuschte die Sprache die Erwartungen, der Autor wurde entheiligt. Letztlich blieben alle diese Versuche jedoch ein heroisches Scheitern, das den Autor nicht entthronen konnte. Erst der Linguistik gelang die Ablösung des Autors. Sie nennt jede Aussage einen leeren Prozess, wieder ist der Autor nur derjenige, der schreibt. Erst mit Hilfe der Linguistik ist es möglich, das Schreiben wieder dort zu positionieren, wo es hingehört, in der Sprache selbst.
Nach dieser Dekonstruktion nennt Barthes den modernen Autor einen Schreiber (scripteur), der im selben Moment entsteht wie sein Text, und zwar immer im Hier und Jetzt. War der Autor vor allem das Buch, ist das, was dem Schreiber vorausgeht, der Text. Ein Text wiederum ist für Barthes ein multidimensionaler Raum: ein Gewebe aus Zitaten, also nicht originell. Der Schreiber hat in sich keine Leidenschaften, Gefühle oder Eindrücke, sondern das große Wörterbuch, aus dem er schöpft. Das Leben imitiert das Buch, das Buch ist verlorene Imitation.
Die Dechiffrierung (hermeneutische Auslegung) eines Textes wird mit dem Verschwinden des Autors unnötig, da es einen ursprünglich intendierten und einzigen Sinn nicht geben kann und jeder Akt des Schreibens systematische Auslöschung von Sinn bedeutet.
Der Ort der Literatur ist nicht mehr ihre Quelle (ihr Autor), sondern das Lesen selbst. Der Text besteht aus multiplem Schreiben, zusammengesetzt aus verschiedenen Kulturen, die in einen Dialog treten. Das multiple Schreiben muss entwirrt, aber nicht dechiffriert werden. Die Einheit des Textes entsteht nicht durch die Figur des Autors, sondern erst im Leser. Barthes’ Schlussforderung lautet dementsprechend: „Die Geburt des Lesers ist zu bezahlen mit dem Tod des Autors.“

## Rezeption
Im folgenden Jahr hielt Michel Foucault den Vortrag Was ist ein Autor?, der sich – ohne ihn explizit zu benennen – intensiv mit Barthes’ Text auseinandersetzte. Darin warf er Barthes vor, einerseits zu weit zu gehen, indem er jetzt schon den Tod des Autors konstatierte, andererseits den Text selbst oder den Schreiber mit zahlreichen Attributen des Autors auszustatten. Barthes selbst veröffentlichte unter anderem als Reaktion darauf im Jahr 1973 Die Lust am Text. Sowohl Barthes’ als auch Foucaults Text sind Grundlagentexte zur Diskussion um den Tod des Autors und die Rückkehr des Autors.

## Ausgaben
- Roland Barthes: La mort de l’auteur. In: Roland Barthes: Le bruissement de la langue. Paris 1984.
- Roland Barthes: Der Tod des Autors. In: Fotis Jannidis, Gerhard Lauer, Matías Martínez und Simone Winko (Hrsg.): Texte zur Theorie der Autorschaft. Reclam, Stuttgart 2000, S. 185–193.
- Roland Barthes: Der Tod des Autors. In: Roland Barthes: Das Rauschen der Sprache. Suhrkamp Verlag Frankfurt am Main 2005 (es 1695), S. 57–63.